# 哈姆達尼耶
36°27′N 2°44′E / 36.450°N 2.733°E

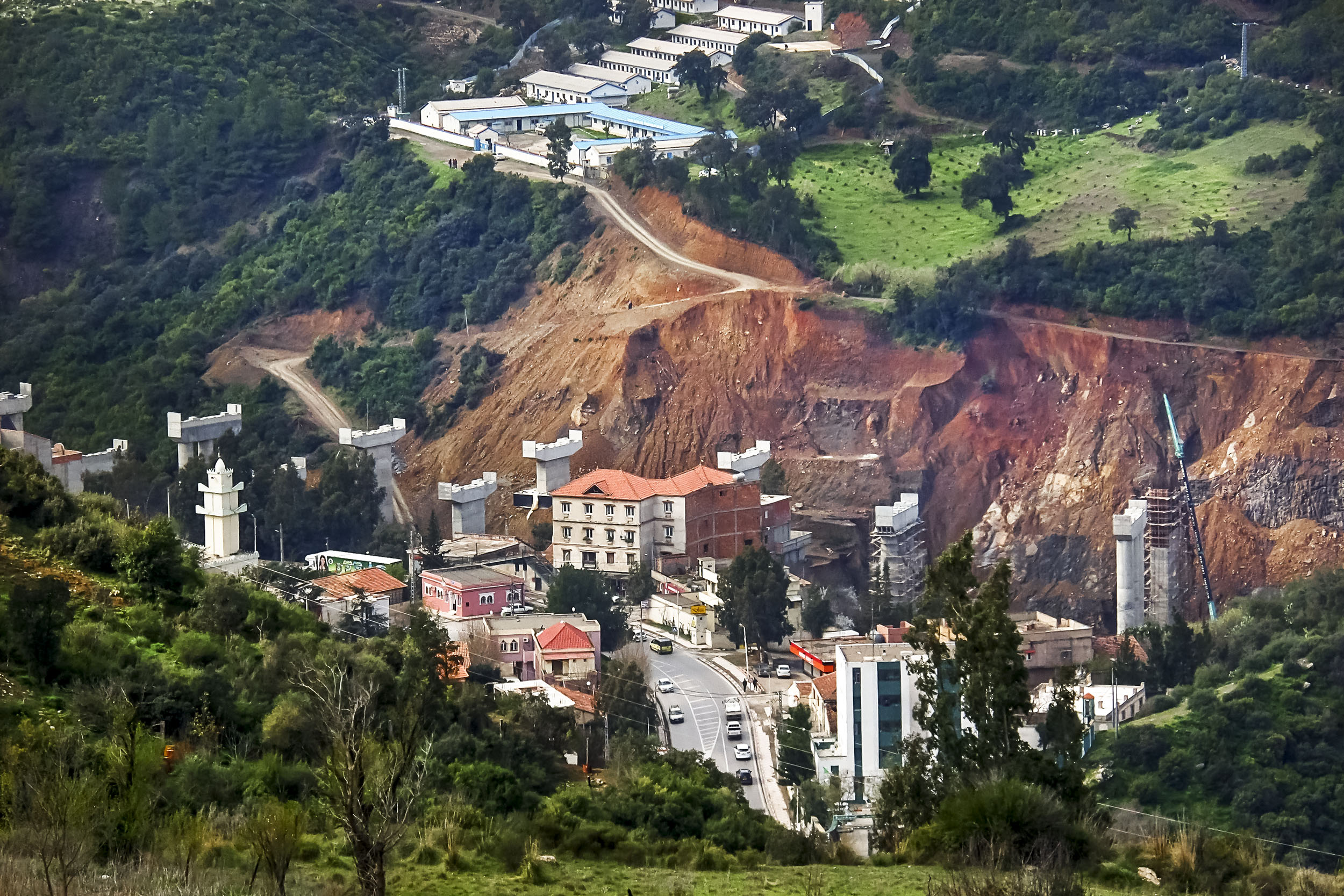
哈姆達尼耶

哈姆達尼耶（阿拉伯语：‎），是阿爾及利亞的城鎮，位於該國北部麥迪亞省，由烏宰拉區負責管轄，面積139平方公里，海拔高度170米，2008年人口1,264，人口密度每平方公里9人。